# Журавлёв, Юрий Андреевич
Юрий Андреевич Журавлёв (род. 27 сентября 2000, Курган) — российский хоккеист, защитник.

## Биография
Начал заниматься хоккеем в пять лет в Кургане. На детско-юношеском уровне играл в командах «Зауралье» (2009—2010), «Газовик-2» (2010—2011), «Газовик» (2011—2013), «Тюменский легион» (2013—2014), «Югра» (2014—2017). В сезоне 2017/18 дебютировал в МХЛ в составе команды «Мамонты Югры». Со следующего сезона — в системе екатеринбургского «Автомобилиста». Три сезона (2018/19 — 2020/21) отыграл за команду «Авто» в МХЛ, в сезоне 2020/21 провёл по одному матчу в ВХЛ за «Горняк» и а КХЛ за «Автомобилист» — 12 февраля 2021 года дома против «Сочи» (4:3 Б). Со следующего сезона стал выступать за «Горняк-УГМК», в сезоне 2023/24 — капитан команды, также провёл 19 матчей в КХЛ.